# Bất ổn xã hội

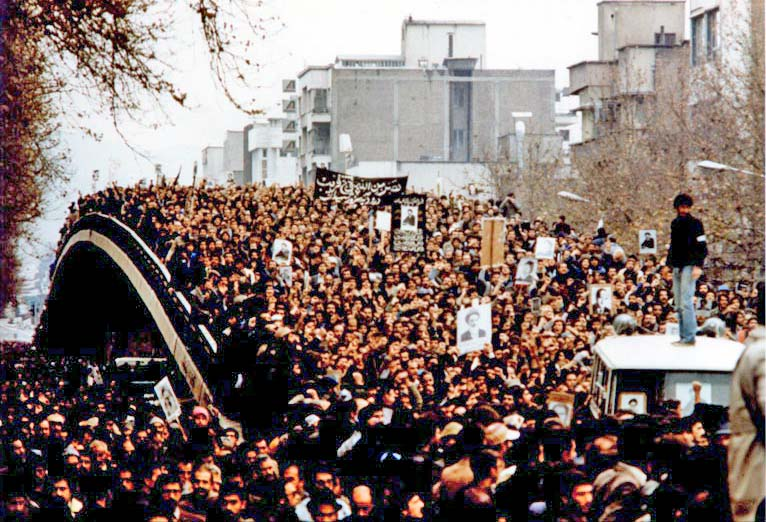
Biểu tình hàng loạt ở Iran.

Bất ổn xã hội, còn được gọi là rối loạn dân sự hoặc bất ổn dân sự, là một hoạt động phát sinh từ một hành vi bất tuân dân sự (như biểu tình, bạo loạn hoặc đình công) trong đó những người tham gia trở nên thù địch với chính quyền, và chính quyền gặp khó khăn trong việc duy trì công chúng an toàn và trật tự, trên đám đông vô trật tự. Bất ổn xã hội là việc dưới bất kỳ hình thức nào làm phương hại đến luật pháp và trật tự công cộng.

## Nguyên nhân

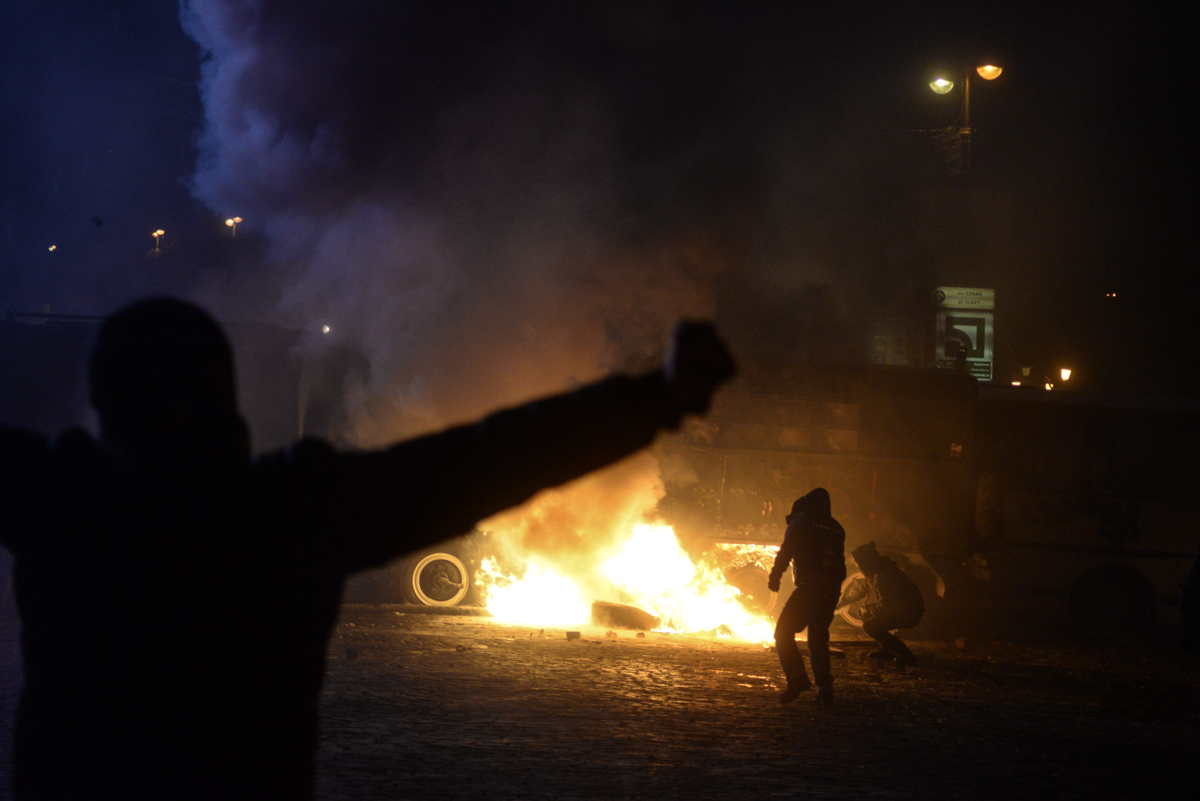
Cuộc biểu tình của Euromaidan.

Yếu tố cơ bản của con người tạo ra rối loạn dân sự là "sự hiện diện của đám đông".
Hành vi cá nhân bị ảnh hưởng trong một đám đông vì nó cung cấp một cảm giác ẩn danh. Các thành viên của một đám đông thường chuyển trách nhiệm đạo đức của họ từ bản thân sang đám đông nói chung. Mong muốn bắt chước trở nên mạnh mẽ hơn trong một đám đông, nơi những người ít kỷ luật nhất hoặc những người yếu đuối trong niềm tin của họ sẽ tuân theo hành vi của đám đông. Điều này đúng cho cả đám đông và chính quyền trong tình trạng rối loạn dân sự.
Bất kỳ việc gì cũng có thể gây ra rối loạn dân sự, cho dù đó là một nguyên nhân duy nhất hoặc kết hợp các nguyên nhân; tuy nhiên, hầu hết được sinh ra từ bất bình chính trị, tranh chấp kinh tế hoặc bất hòa xã hội, khủng bố hoặc kích động từ nước ngoài.
Rối loạn dân sự phát sinh từ những bất bình chính trị có thể bao gồm một loạt các sự kiện, từ một cuộc biểu tình đơn giản đến sự bất tuân dân sự hàng loạt. Những sự kiện này có thể tự phát, nhưng thường được lên kế hoạch và bắt đầu không bạo lực. Tuy nhiên, những sự kiện này có thể trở nên bạo lực khi những kẻ kích động cố gắng kích động những người thực thi pháp luật bày tỏ phản ứng thái quá.
Rối loạn dân sự phát sinh từ tranh chấp kinh tế và bất hòa xã hội thường bị buộc tội về mặt cảm xúc. Ví dụ, những người nghèo khó có thể phản đối thực tế, hoặc nhận thức được sự bất công đối với họ liên quan đến thực thi pháp luật, dịch vụ cộng đồng hoặc ảnh hưởng chính trị. Cảm xúc của cuộc biểu tình này thường được khuếch đại nếu có sự khác biệt về văn hóa, điều này tạo ra một bầu không khí ghê tởm, thù oán và ngờ vực. Ví dụ, căng thẳng giữa các nhóm dân tộc cạnh tranh việc làm có thể bùng phát thành rối loạn dân sự, có thể gây bực tức nếu công việc khan hiếm. Trong môi trường cảm xúc như vậy, khả năng bạo lực tăng lên.
Các nhóm bị ảnh hưởng có thể tổ chức rối loạn dân sự với mục đích kích động các nhà chức trách phản ứng thái quá, để gây bối rối cho chính phủ, gây chú ý hoặc gây thiện cảm cho quan điểm của họ.
Các quốc gia nước ngoài có thể sử dụng người thay thế để chỉ đạo rối loạn dân sự, để thúc đẩy lợi ích của một quốc gia. Những người thay thế có thể sử dụng các phương tiện công khai hoặc bí mật để thực hiện mục đích này, ví dụ như gây quỹ, thúc đẩy thành viên, xâm nhập vào các nhóm không bị ảnh hưởng để tăng khả năng bạo lực, phá hoại, thao túng đám đông, v.v. Mục tiêu là để kích động một quốc gia mục tiêu phản ứng thái quá, điều này tạo ra một tường thuật về sự đàn áp của chính phủ, có thể được sử dụng như một cách tuyên truyền.